# 班迪拉鮻
班迪拉鮻為輻鰭魚綱鯔形目鯔科的其中一種，分布於非洲塞內加爾至幾內亞比索的半鹹水、鹹水水域，體長可達57.2公分，棲息在沿岸海域、河口，可做為食用魚。

## 擴展閱讀
維基物種上的相關：班迪拉鮻